# Heilig-Kreuz-Kirche (Hamburg-Volksdorf)

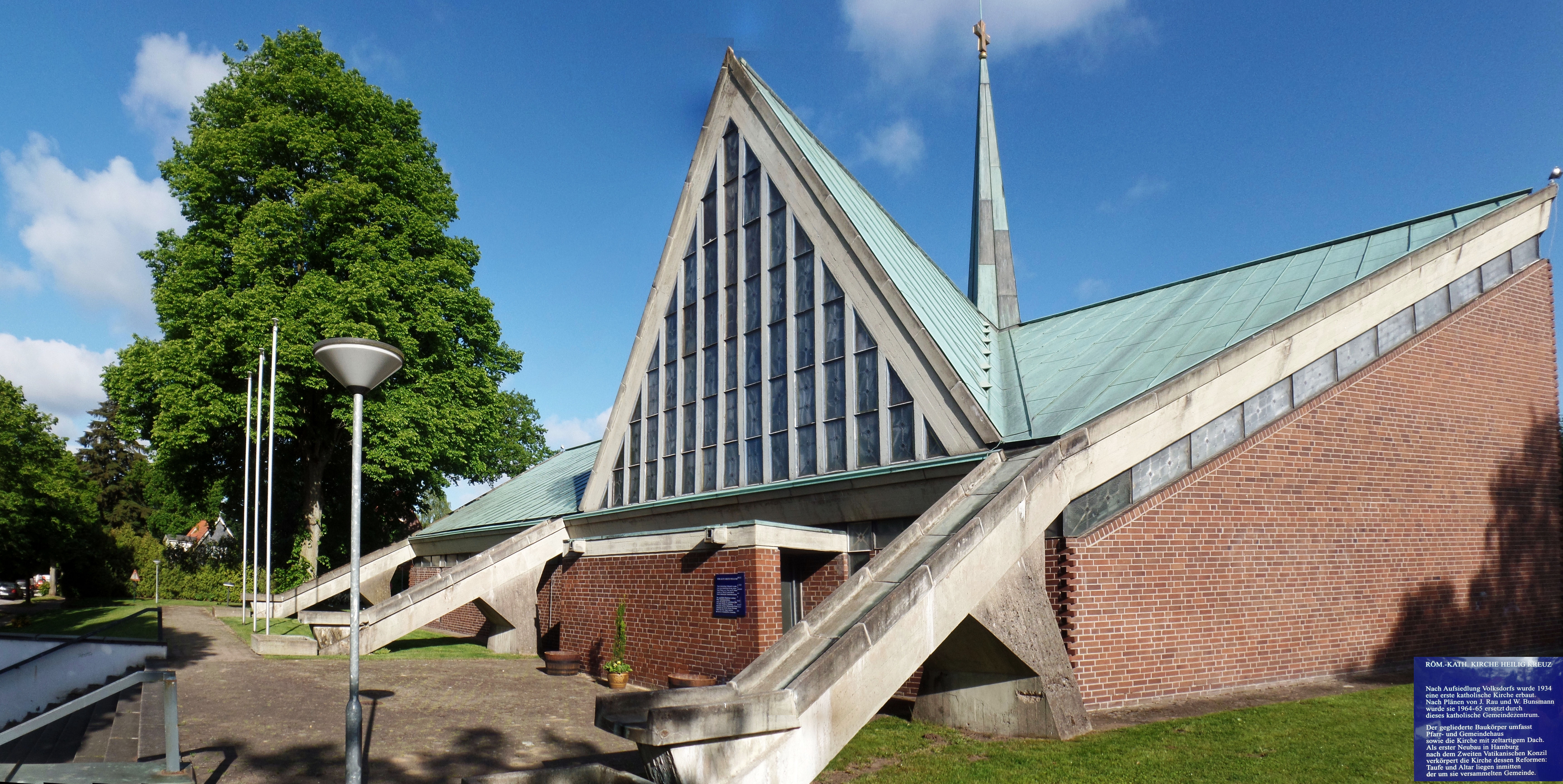
Röm.-kath. Heilig-Kreuz-Kirche in Hamburg-Volksdorf

Die Heilig-Kreuz-Kirche in Hamburg-Volksdorf ist die Kirche der dortigen römisch-katholischen Gemeinde gleichen Namens. Die Gemeinde gehörte zum Dekanat Hamburg-Nord des Erzbistums Hamburg und ist seit 2014 Teil der neu errichteten Pfarrei „Sel. Johannes Prassek“.

## Beschreibung
Die Kirche ist im Nordosten Hamburgs an der Farmsener Landstraße beim U-Bahnhof Volksdorf gelegen. Zur Kirchengemeinde gehören 4.200 Katholiken (2009), die in den Hamburger Stadtteilen Volksdorf, Bergstedt, Duvenstedt, Lemsahl-Mellingstedt, Wohldorf-Ohlstedt, dem Norden von Farmsen-Berne und der Schleswig-Holsteinischen Gemeinde Ammersbek-Hoisbüttel leben. Auf Grund der exzentrischen Lage der Kirche im Gemeindegebiet fühlen sich auch Christen außerhalb des Gemeindegebietes, im Besonderen im angrenzenden Hamburger Ortsteil Meiendorf zur Gemeinde gehörig. Die Kirchwege betragen bis zu 10 km. Von 1983 bis 2014 war Pastor Gerhard Staudt Pfarrer der Gemeinde.
Im Rahmen der Neugliederung des Erzbistums Hamburg wurde die Pfarrei zur Kirchengemeinde herabgestuft und am 29. Juni 2014 mit den benachbarten Pfarrgemeinden Heilig Geist (Farmsen), Mariä Himmelfahrt (Rahlstedt), St. Bernard (Poppenbüttel), St. Wilhelm (Bramfeld) sowie allen katholischen Einrichtungen und Diensten dieses Bereichs in der neu gegründeten Pfarrei „Seliger Johannes Prassek“ vereinigt.

## Geschichte
Volksdorf war bis April 1937 eine Hamburgische Exklave in Schleswig-Holstein, die erst durch das „Groß-Hamburg-Gesetz“ territorial mit Hamburg verbunden wurde. Vorreformatorisch wurde das Gebiet durch die Bergstedter Kirche betreut, seit 1899 durch die katholische St. Sophien-Kirche in Hamburg-Barmbek. Der erste katholische Gottesdienst nach der Reformation wurde am zweiten Weihnachtstag 1931 in einer Schulbaracke am U-Bahnhof gefeiert. 1934 wurde auf Betreiben gebietsansässiger Katholiken vom zuständigen Osnabrücker Bischof der Pfarrbezirk Volksdorf „Heilig Kreuz“ gegründet. Nachdem ein zentral gelegenes kleines Bauernhaus erworben worden war, konnte am 26. August 1934 eine kleine angebaute Kirche (Architekten: Bensel, Kamps & Amsinck) eingeweiht werden. Da sich die Gemeinde nach dem Krieg durch Zuzug stark vergrößerte, wurden die Gebäude abgerissen und 1964/65 durch die heutige Kirche ersetzt. Wenige Jahre später erfolgte der Bau eines Gemeindehauses mit Kindergarten, das 1970 eingeweiht wurde. Im Oktober 2010 wurde ein großer Anbau fertiggestellt, der der Erweiterung des Kindergartens dient.
Die Kirchengemeinde wurde 1962 zur Kuratie und am 1. April 1968 zur Pfarrei ernannt. Diesen Status verlor sie 2014, als sie in der neu errichteten Pfarrei „Sel. Johannes Prassek“ aufging, zu der 24.000 katholische Christen (2014) gehören.

## Gebäude

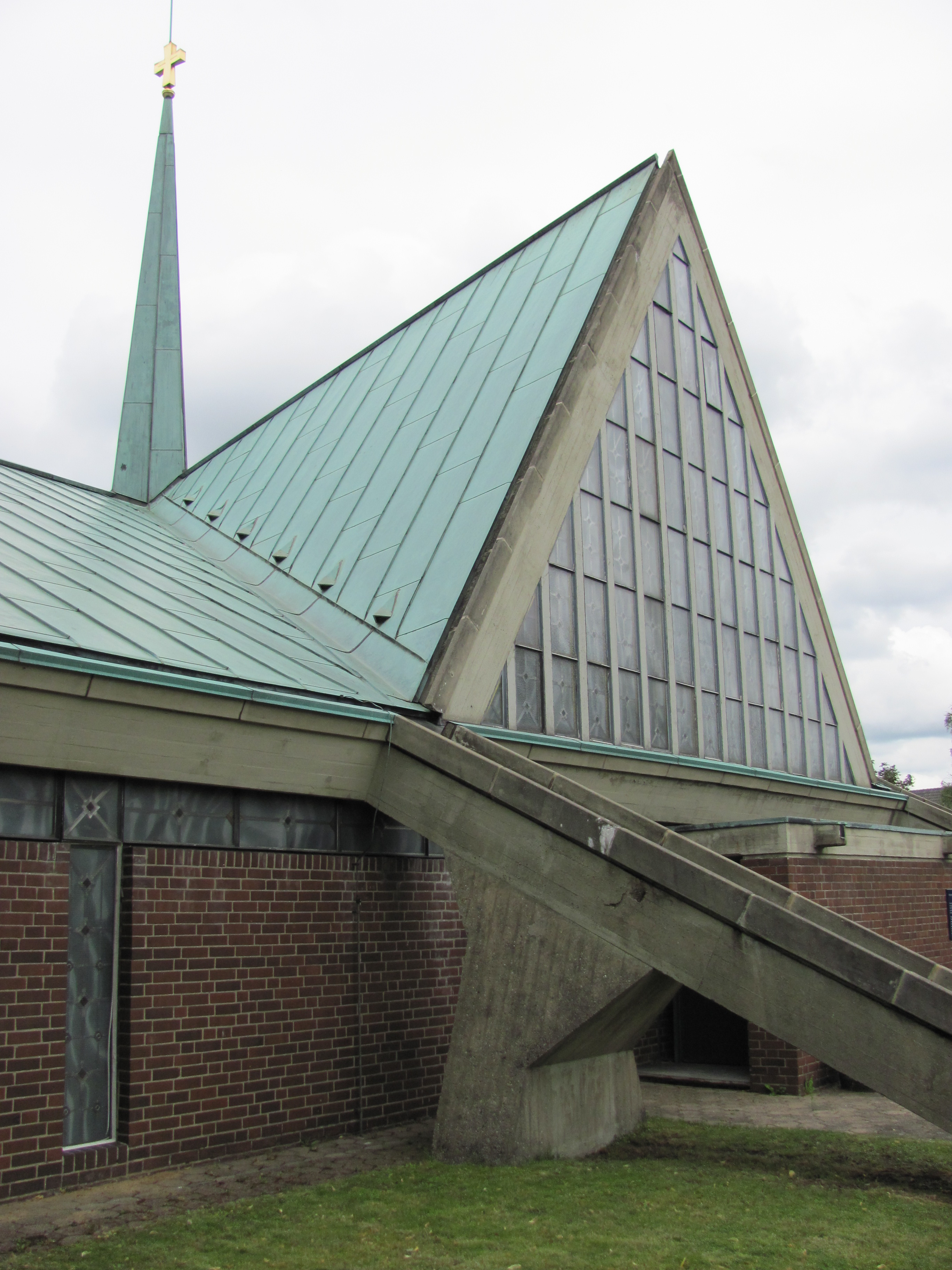
Tragender Stahlbetonpfeiler

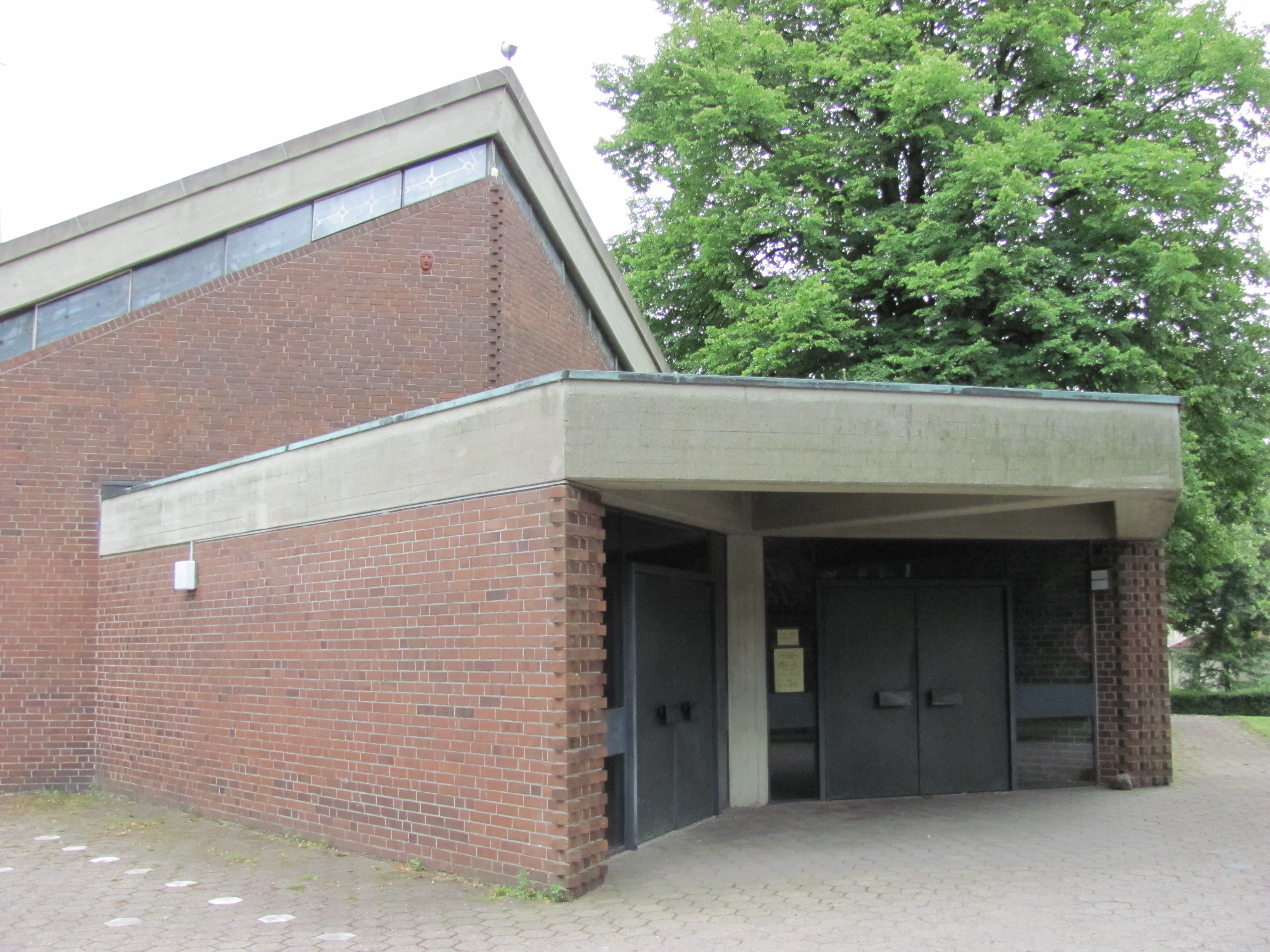
Gesicht des Baumeisters über dem Haupteingang

Das heutige Kirchengebäude wurde 1963/64 nach den Entwürfen der Architekten Rau, Bunsmann, Helle und Scharf, Hamburg errichtet und am 16. Juni 1965 geweiht. Es besitzt 350 Sitzplätze. Das Kirchengebäude ist der erste katholische Kirchenbau nach dem II. Vatikanischen Konzil in Norddeutschland und hat die Aussagen des Konzils architektonisch aufgenommen. Es hat die Form eines großen Zeltdaches als Symbol der durch die Zeiten wandernden Christenheit. Es ruht auf schräg im Boden abgestützten Stahlbetonpfeilern. Die Schnittstellen dieser tragenden Pfeiler bilden zwei konstruktive Brennpunkte über dem Altar und dem in den Boden abgesenkten Taufbecken, den Orten von zwei wichtigen Sakramenten des Gemeindelebens.
Eine Besonderheit stellt die große Kreuzstele (R. Krüger, Ohrbeck) hinter dem Altar dar, die an das Ansveruskreuz am Ratzeburger See erinnert. Bemerkenswert ist ferner der Kreuzweg (M. Franke, Erkelenz), der in Form von 14 Bronzeplastiken sowohl die Leidensstationen Jesu als auch jeweils ergänzend Ereignisse der letzten Jahrzehnte darstellt. In der Kirche erinnert eine Gedenktafel an den selig gesprochenen Lübecker Kaplan und Märtyrer Johannes Prassek, der am 10. November 1943 aus politischen Gründen hingerichtet wurde. Er stammte aus dieser Gemeinde und feierte hier seine Primiz.
Nur dem aufmerksamen Besucher wird das kleine, in mittelalterlicher Tradition links oberhalb des Haupteinganges in die Außenmauer eingelassene Gesicht des Baumeisters auffallen.

## Orgel
Die Orgel mit 18 Registern wurde 1969 von der Orgelbauwerkstatt A. Führer in Wilhelmshaven gebaut.

## Sonstiges
In der Kirche symbolisieren zwölf in die Wände eingelassene Steine die „Abstammungsgeschichte“ der Kirchengemeinde – angefangen mit einem Fauststein aus der Meiendorfer Feldmark, über Steine der Grabeskirche in Jerusalem, des Petersdoms in Rom, des Osnabrücker Doms, der St. Sophien- und Franziskuskirche in Hamburg-Barmbek bis hin zu einem Stein des Vorgängerbaus der heutigen Kirche.
Das goldene Kreuz auf dem Dachreiter der Kirche wurde erst 1996 auf Veranlassung von Gemeindemitgliedern demonstrativ als Kommentar zum sog. Kruzifixurteil des Bundesverfassungsgerichts montiert.
Der 2011 seliggesprochene Johannes Prassek feierte nach seiner Priesterweihe 1937 dort seine Heimatprimiz.